# Дамдин Халтарийн
Дамди́н Халтари́йн (монг. Халтарын Дамдин; 1939) — монгольский кинорежиссёр и оператор.

## Биография
В 1962 году окончил операторский факультет ВГИКа (курс Бориса Волчека). Карьеру в кинематографе начинал как оператор. Снимал игровые и документальные фильмы. В центре внимания творчества режиссёра дети.

## Фильмография

### Режиссёр
- 1971 — Красный флажок
- 1974 — Двое из одного класса
- 1975 — Незабываемая осень
- 1978 — Запах земли
- 1979 — Размышления о прошлом

### Оператор
- 1963 — Ох, уж эти девушки
- 1964 — Жадность (Несчастье со скрягой)
- 1966 — Эхо скал
- 1968 — Исход (с Владимиром Богановым; СССР-Монголия)
- 1970 — Капля в море

## Награды
- 1977 — номинация на Золотой приз X Московскиого международного кинофестиваля («Незабываемая осень»)